# Luis Ubiña
Luis Ubiña (7. června 1940, Montevideo – 17. července 2013, Montevideo) byl uruguayský fotbalista, obránce.

## Klubová kariéra
Profesionálně hrál za Rampla Juniors Football Club a Nacional Montevideo. V Poháru osvoboditelů nastoupil ve 32 utkáních a v Interkontinentálním poháru ve 2 utkáních. Mistrovský titul v nejvyšší uruguayské soutěži získal získal v letech 1969–1972 s Nacionalem.

## Reprezentační kariéra
Za reprezentaci Uruguaye nastoupil ve 33 utkáních a dal 1 gól. Startoval na Mistrovství světa ve fotbale 1966 a 1970, na mistrovství světa nastoupil v 10 utkáních.

## Trenérská kariéra
Na klubové úrovni trénoval v roce 1976 Nacional Montevideo.